# Clarisse Abujamra
Clarisse Mattos Abujamra (São Paulo, 3 de abril de 1948) é uma atriz, diretora de teatro e coreógrafa brasileira. 
Foi casada com o ator Antônio Fagundes, com quem tem três filhos: Dinah, Antônio e Diana. É sobrinha do ator Antônio Abujamra.

## Carreira

### Televisão
| Ano     | Título                  | Personagem           | Notas                       | Emissora          |
| ------- | ----------------------- | -------------------- | --------------------------- | ----------------- |
| 1974    | O Machão                | Princesa Santuza     |                             | Rede Tupi         |
| 1976    | Escrava Isaura          | Lúcia Andrada        |                             | Rede Globo        |
| 1976    | Anjo Mau                | Flávia               |                             | Rede Globo        |
| 1978    | Salário Mínimo          | —                    |                             | Rede Tupi         |
| 1980    | Carga Pesada            | —                    | Episódio: "Assombração"     | Rede Globo        |
| 1981–83 | É Proibido Colar        | Apresentadora        |                             | TV Cultura        |
| 1981    | Amizade Colorida        | —                    | Episódio: "Ainda"           | Rede Globo        |
| 1994    | Éramos Seis             | Dora Falcão          |                             | SBT               |
| 1997    | Os Ossos do Barão       | Verônica             |                             | SBT               |
| 1998    | Estrela de Fogo         | Júlia                |                             | Rede Record       |
| 1998    | Do Fundo do Coração     | Teresa               |                             | Rede Record       |
| 1999    | Chiquinha Gonzaga       | Marina               |                             | Rede Globo        |
| 2001    | Presença de Anita       | Cecília              |                             | Rede Globo        |
| 2003    | Jamais te Esquecerei    | Alzira               |                             | SBT               |
| 2006    | JK                      | Lucinda Romão        |                             | Rede Globo        |
| 2007    | Dance, Dance, Dance     | Leonor Marques       |                             | Rede Bandeirantes |
| 2007    | Maria Esperança         | Rosa Canales         |                             | SBT               |
| 2010    | Uma Rosa com Amor       | Catarina             |                             | SBT               |
| 2012    | Fora de Controle        | Letícia Espínola     | Episódio: "24 de maio"      | Rede Record       |
| 2015    | Os Experientes          | Vera Lúcia           | Episódio: "O Primeiro Dia"  | Rede Globo        |
| 2015    | Milagres de Jesus       | Elisa                | Episódio: "Os Dois Ladrões" | Rede Record       |
| 2016-18 | Carinha de Anjo         | Antonieta            |                             | SBT               |
| 2017    | Treze Dias Longe do Sol | Raquel Krieg         | Episódio: "Pais e Filhos"   | Globoplay         |
| 2017    | Psi                     | Antonieta Dell Pizzo | 2 episódios                 | HBO Brasil        |
| 2018–20 | As Aventuras de Poliana | Glória Pessoa        | Temporada 1                 | SBT               |
| 2021    | Os Ausentes             | Irmã Guiomar         | Episódio: "Ciro"            | HBO Max           |
| 2022-23 | Poliana Moça            | Glória Pessoa        |                             | SBT               |
| 2024    | Sutura                  | Cristina             |                             | Prime Video       |

### Cinema
| Ano  | Título                              | Personagem            |                |
| ---- | ----------------------------------- | --------------------- | -------------- |
| 1968 | As Amorosas                         | Colega de Ana         |                |
| 1980 | Gaijin - Os Caminhos da Liberdade   | Felícia               |                |
| 1987 | Anjos do Arrabalde                  | Rosa                  |                |
| 2008 | Chega de Saudade                    | Rita                  |                |
| 2011 | Bruna Surfistinha                   | Celeste               |                |
| 2012 | Essa Maldita Vontade de Ser Pássaro | Mãe de Clara          |                |
| 2013 | A Coleção Invisível                 | Clara                 |                |
| 2013 | Jogo das Decapitações               | Marília               |                |
| 2013 | A Memória que me Contam             | Zezé                  |                |
| 2014 | Getúlio                             | Darcy Vargas          |                |
| 2014 | Confia em Mim                       | Beatriz               |                |
| 2017 | Como Nossos Pais                    | Clarice               |                |
| 2018 | O Órfão                             | Diretora do orfanato  | Curta-metragem |
| 2018 | Contra a Parede                     | Testemunha            |                |
| 2020 | Sergio                              | Gilda Vieira de Mello |                |
| 2021 | Achados Não Procurados              | Dona Leonor           |                |
| 2021 | AmarAção                            | Mãe de Erick          |                |
| 2022 | Meu Álbum de Amores                 | Rosa                  |                |
| 2022 | Até a Noite Terminar                | Senhora H             |                |
| 2022 | Diário de Viagem                    | Dr.ª Rute             |                |
| 2024 | Empirion: Uma Aventura com Einstein | Michelle              |                |
| 2024 | Poemaria                            | Ela mesma             | Documentário   |

## Prêmios e indicações
| Ano  | Prêmio                              | Categoria                      | Trabalho            | Resultado | Ref.          |
| ---- | ----------------------------------- | ------------------------------ | ------------------- | --------- | ------------- |
| 2009 | Grande Prêmio do Cinema Brasileiro  | Melhor Atriz Coadjuvante       | Chega de Saudade    | Indicada  |               |
| 2013 | Troféu Kikito                       | Melhor Atriz Coadjuvante       | A Coleção Invisível | Venceu    | [ 15 ]        |
| 2017 | Troféu APCA                         | Melhor Atriz de Cinema         | Como Nossos Pais    | Venceu    | [ 16 ]        |
| 2017 | Troféu Kikito                       | Melhor Atriz Coadjuvante       | Como Nossos Pais    | Venceu    | [ 17 ]        |
| 2018 | Grande Prêmio do Cinema Brasileiro  | Melhor Atriz Coadjuvante       | Como Nossos Pais    | Indicada  |               |
| 2018 | Prêmio Guarani de Cinema Brasileiro | Melhor Atriz Coadjuvante       | Como Nossos Pais    | Venceu    | [ 18 ]        |
| 2023 | Prêmio Bibi Ferreira                | Melhor Atriz em Peça de Teatro | Veraneio            | Venceu    | [ 19 ] [ 20 ] |